# Garageligan
Garageligan var en löst sammansatt musikförening i Göteborg med fokus på punk. Ligan grundades 1978 av punkbanden Göteborg Sound och Bruset. Även de två banden Attentat och Kai Martin & Stick! anslöt sig. Ett av de viktigaste målen var att uppmuntra folk att själva ställa sig på scen och spela vilket resulterade i att skillnaden mellan band och publik var flytande. Alla bandmedlemmar tvingades att hjälpa till och jobba. 

## Verksamhet
Garageligan verkade för att föra ut musiken till förorterna. Många saker som inträffade vid dessa spelningar är göteborgshistoria, som Kai Martins strippande på scenen på Radiotorget, det stora slagsmålet på Masthuggstorget, mopedbranden under Slottsskogsfestivalen, den bortkomne gitarristen som återfanns sovande under mixerbordet på Buråsgården, det offentliga samlaget på Dr Fries Torg samt tandutskallningen på Sprängkullen. 
Garageligans hade alltid ont om pengar. All vinst samlade man i en speciell pott för att kunna finansiera den årligt återkommande gratisfestivalen i Slottsskogen. 
Även banden hade dålig ekonomi. När Rukorna och Terminalpatienten skulle spela in sin EP gick man in i studion och satte de låtar som skulle vara med på plattan. För att bekosta detta var en av medlemmarna i Rukorna tvungen att gå ut och sälja sin gitarr medan resten av bandet hölls kvar som gisslan i studion. Inspelningen gick bra trots att man under tiden fick besök av en skolklass och att ljudteknikern Tommy Rander trodde att Terminalpatientens melodi "Instrumental sång" var en misslyckad inledning och höll på att slarva bort den. 
Garageligan startade även närradiosändningar. Den största kritiken riktade sig mot ett program om Smyrnakyrkan i Göteborg vilket resulterade i fem separata anmälningar till närradiokommittén som senare utreddes av JK och polisens våldsrotel.

## Garageligan splittras
Med tiden växte Garageligan och blev alltmer tungrodd. Hösten 1981 delade man på sig och Attentat, Abstract, Slobobans Undergång och Knugens Håf bildade Nonstop Musik. Under det namnet fortsatte man att ordna spelningar, boka ut sina band och sända närradio. Som en logisk följd startades 1985 skivbolaget Nonstop Records och det var där den största kraften sedan lades. Totalt har det blivit närmare 60 plattor med till exempel Tre Muskler, William, Babies, Bröderna Brothers, Eldarens Hus, Lucky Stiff, Sonic Wathers, Elvira, Jonas Gardell, Nio Liv, Submachines, Alias och Ladomir. Samt samlingsskivan "GBG Punk 77 – 80". 
Garageligan fortsatte fram till 1986 med att anordna Slottsskogsfestivaler och andra spelningar.